# جيف تريمين
جيف تريمين (بالإنجليزية: Jeff Tremaine)‏ هو كاتب سيناريو ومنتج أفلام ومخرج وممثل أمريكي، ولد في 4 سبتمبر 1966 في الولايات المتحدة.

## أعمال

### أفلام
- (2002) الفيلم[5]
- (2010) جاك آس ثلاثي الأبعاد[6][7][8]
- (2013) جد سيء

## وصلات خارجية
- جيف تريمين على موقع IMDb (الإنجليزية)
- جيف تريمين على موقع ألو سيني (الفرنسية)
- جيف تريمين على موقع ميوزك برينز (الإنجليزية)
- جيف تريمين على موقع أول موفي (الإنجليزية)
- جيف تريمين على موقع بوكس أوفيس موجو (الإنجليزية)
- جيف تريمين على موقع قاعدة بيانات الأفلام السويدية (السويدية)
- جيف تريمين على موقع إن إن دي بي (الإنجليزية)
- جيف تريمين على موقع ديسكوغز (الإنجليزية)
- جيف تريمين على موقع قاعدة بيانات الفيلم (الإنجليزية)
- جيف تريمين على موقع كينوبويسك (الروسية)